# Rivière Beauchêne (vattendrag i Kanada, lat 49,06, long -71,01)
Rivière Beauchêne är ett vattendrag i Kanada.   Det ligger i provinsen Québec, i den östra delen av landet, 500 km nordost om huvudstaden Ottawa. Rivière Beauchêne ligger vid sjöarna  Lac Onatchiway och Petit lac Onatchiway.
I omgivningarna runt Rivière Beauchêne växer i huvudsak blandskog. Trakten runt Rivière Beauchêne är nära nog obefolkad, med mindre än två invånare per kvadratkilometer.